# Pisanosaurus
Pisanosaurus („Pisanův ještěr“) byl býložravý, přibližně jeden metr dlouhý a několik kilogramů vážící dinosaurus nebo spíše dinosauriform, žijící na území současné Argentiny v období pozdního triasu.

## Popis
Pohyboval se po dvou nohách a byl přizpůsoben pro velmi rychlý běh. V čelistech měl zuby tak natěsnané, že vytvářely jakési ostří. Známý je z úlomků lebky a ostatních částí těla. Objevily se názory, že pozůstatky připisované pisanosaurovi jsou ve skutečnosti jen jakousi chimérou, a tedy patří více živočichům. Patří k nejstarším dnes známým dinosaurům. Žil přibližně před 228 až 216 milióny let na území dnešní Argentiny. Při délce 1 až 1,3 metru vážil kolem 2 kilogramů. Podle jiného odhadu dosahoval tento dinosaurus hmotnosti asi 35 kilogramů.

## Reklasifikace
Novější výzkum ukazuje, že pisanosaurus ve skutečnosti zřejmě nebyl nejstarším ptakopánvým dinosaurem (jak bylo dlouhou dobu předpokládáno), ale spíše vývojově primitivním dinosauriformem, možná silesauridem. Tuto hypotézu potvrzuje a dále rozvíjí i další studie, podle které skupina ptakopánvých dinosaurů (Ornithischia) v období triasu ještě vůbec neexistovala. Odborná studie z roku 2020 nicméně opět shledává pisanosaura jako skutečného ptakopánvého dinosaura, žijícího v době před 229 miliony let.

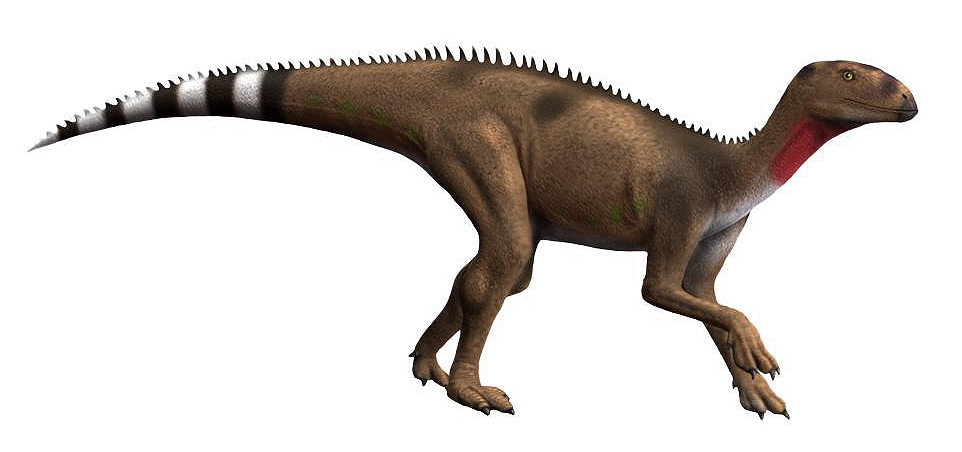
Pisanosaurus jako silesauridní dinosauromorf.